# Шейчина балка
Шейчина балка — ентомологічний заказник місцевого значення. Об'єкт розташований на території Богодухівського району Харківської області, між селами Шийчине і Паляничники.
Площа — 4 га, статус отриманий у 1984 році.
Охороняється ділянка у балці з лучно-степовою рослинністю. Ентомофауна представлена степовими, лучними і болотними угрупованнями, приуроченими до відповідних біотопів. Трапляються види, занесені до Червоної книги України: джмелі моховий, кам'яний, глинистий, мегахіла округла, рофітоїдес сірий.